# Construccions de pedra seca IV (el Vilosell)
Construccions de pedra seca IV és una obra del Vilosell (Garrigues) inclosa a l'Inventari del Patrimoni Arquitectònic de Catalunya.

## Descripció
És una cabana de pedra seca orientada cap al nord-est i coberta amb lloses després tapada amb argila. Està orientada al nord-est, adossada a un marge. El parament murari és de carreus de pedra sense desbastar de mides diverses. Destaca la porta d'entrada, un arc apuntat format per dues lloses disposades en diagonal. A l'interior hi ha una menjadora pels animals i un armari.